# 雲を恋う/落花流水
「雲を恋う/落花流水」（くもをこう/らっかりゅうすい）は、須田景凪のシングル。デジタル配信限定シングルとしてunBORDE（ワーナーミュージック・ジャパン）より2022年10月7日に各音楽配信サービスにてリリースされた。

## 概要
前作『無垢』以来約6か月ぶりのシングルリリースとなり、本作は須田自身初の両A面シングルとなった。
表題曲は、東映系アニメ映画『僕が愛したすべての君へ』の主題歌及び挿入歌となっている。
本作のジャケットは、イラストレーター兼アニメーターのtoubou.が手掛けている。

## 収録内容
| 全作詞・作曲: 須田景凪。 |              |           |            |                    |      |
| #                        | タイトル     | 作詞      | 作曲・編曲 | 編曲               | 時間 |
| 1.                       | 「雲を恋う」 | 須田景凪  | 須田景凪   | 須田景凪、PRIMAGIC | 3:33 |
| 2.                       | 「落花流水」 | 須田景凪  | 須田景凪   | 須田景凪           | 3:50 |
| 合計時間:                | 合計時間:    | 合計時間: | 7:23       |                    |      |